# Intersectionaliteit

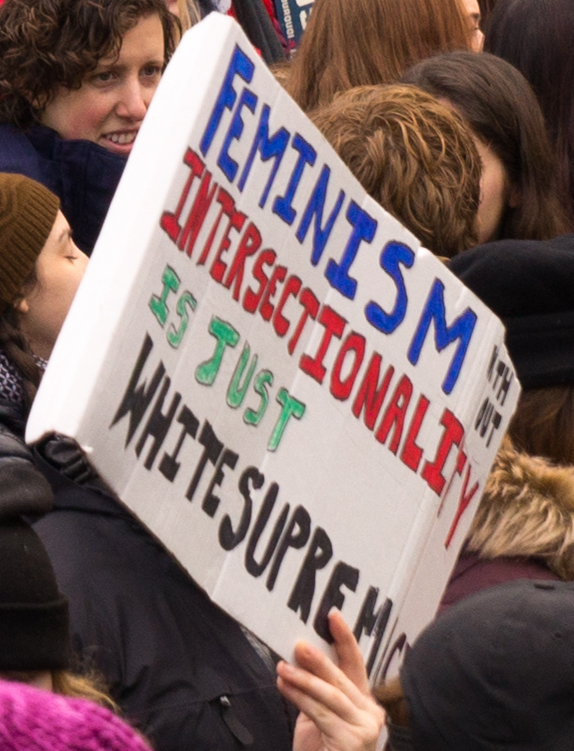
Een protestbord tijdens een vrouwenmars in New York, met de (Engelse) tekst "Feminism without intersectionality is just white supremacy" (Nederlands: "Feminisme zonder intersectionaliteit is gewoon witte suprematie")

Intersectionaliteit (ook wel intersectioneel denken of kruispuntdenken) is maatschappelijke ongelijkheid die zich voordoet langs verschillende, elkaar snijdende assen; volgens het kruispuntdenken hangen verschillende vormen van maatschappelijk onrecht en maatschappelijke ongelijkheid met elkaar samen. De term wordt onder andere gebruikt binnen de rechtsgeleerdheid, genderstudies, sociologie en bepaalde politieke en maatschappelijke discussies om aan te geven dat individuen in een samenleving privileges of juist discriminatie en onderdrukking ondervinden op grond van een veelvoud van factoren. Voorbeelden van deze factoren zijn gender, kaste, ethniciteit, sociale klasse, seksualiteit, religie, handicap en gewicht.

## Geschiedenis
Het begrip intersectionality werd geïntroduceerd in 1989 door de Amerikaanse jurist, burgerrechtenactivist, filosofe en hoogleraar Kimberlé Crenshaw. Tot de jaren tachtig werd er meestal van uitgegaan dat discriminatie het gevolg was van onwetendheid. De juridische strijd tegen discriminatie nam dan ook de vorm aan van een reeks wetten die verschillende vormen van discriminatie verboden. Crenshaw introduceerde de term intersectionaliteit als kritiek op deze in haar ogen te rationele benadering van het probleem.
Op basis van een reeks juridische casussen voerde zij in haar paper Demarginalizing the Intersection of Race and Sex aan dat mensen die op basis van meer dan een kenmerk gediscrimineerd werden tussen de mazen van het juridische net vielen. De economische discriminatie van zwarte vrouwen op de werkvloer moest bijvoorbeeld behandeld worden als een vorm van racistische of van seksistische discriminatie, maar op die manier werd niet duidelijk welke groep nu echt de dupe was.
Ook vóór Crenshaw was er echter al academisch werk dat focuste op de intersectie van verschillende vormen van discriminatie. In 1981 schreef de Amerikaanse wetenschapper, filosofe en activiste bell hooks in haar boek Ain't I A Woman - Black women and feminism al dat ervaringen op basis van geslacht, klasse en seksualiteit volgens haar niet los gezien kunnen worden van ervaringen op basis van ras of etniciteit.
Lange tijd bleef intersectionaliteit een juridische term, die vooral gebruikt werd in academisch onderzoek naar discriminatie. Sinds 2010 is de term echter steeds populairder geworden bij activisten. Dit bereikte een hoogtepunt tijdens de Women's March in 2017, die georganiseerd werd als protest tegen de verkiezing van voormalig president van de Verenigde Staten Donald Trump.
Haat, minachting en discriminatie jegens zwarte vrouwen wordt ook wel misogynoir genoemd.

## Uitgangspunten
In het kruispuntdenken worden de verschillende vormen van onderdrukking en discriminatie niet los van elkaar bestudeerd, maar volgt men een holistischer aanpak. Hierbij worden verschillende vormen van discriminatie en onderdrukking (zoals seksisme, genderisme, racisme, homofobie en validisme) gezamenlijk en in hun onderlinge verband bestudeerd, omdat anders niet alle oorzaken en gevolgen ervan verklaard kunnen worden. Crenshaw stelt bijvoorbeeld dat de discriminatie tegen zwarte vrouwen begrepen kan worden als een kruispunt, waar twee straten (metafoor voor twee vormen van discriminatie) elkaar kruisen.
Vandaag de dag heeft de term echter een veel bredere toepassing gekregen. Intersectionaliteit wordt niet alleen maar toegepast om discriminatie te verklaren, maar ook om complexe sociale fenomenen zoals identiteit of emancipatie beter toe te lichten. Zo stellen sommigen dat ook een identiteit begrepen moet worden als een intersectie van verschillende categorieën zoals ras, nationaliteit en gender.

## Toepassing

### Standpuntentheorie
Standpuntentheorie werd ontwikkeld door de sociologen Patricia Hill Collins en Dorothy Smith. Standpuntentheorie gaat ervan uit dat iemands standpunt deels gevormd wordt door de politieke en sociale categorieën waartoe iemand behoort. Zwarte vrouwen zullen bijvoorbeeld sterk gevormd worden door hun specifieke ervaring als zwarte persoon en vrouw, maar worden ook door een hele reeks andere factoren beïnvloed.
Collins en Smith worden er vaak van beschuldigd een inconsistente theorie te hanteren. Enerzijds stellen ze dat standpunten relativistisch zijn en dat geen enkel standpunt dus beter is dan een ander, anderzijds stellen ze ook dat het standpunt van onderdrukte groepen minder bevooroordeeld is dan dat van de maatschappelijke elite.

### Praktijk
Intersectionaliteit wordt toegepast in een grote groep verschillende domeinen om vormen van discriminatie tegen te gaan. Het wordt onder andere toegepast in de politiek, het onderwijs, de geneeskunde, economie en sociaal werk. In de geneeskunde gaat men op basis van intersectionaliteit bijvoorbeeld medicijnen en vaccins testen op zwarte vrouwen in plaats van enkel op zwarte mannen en blanke vrouwen. Dit om mogelijke bijwerkingen te voorkomen.

## Kritiek

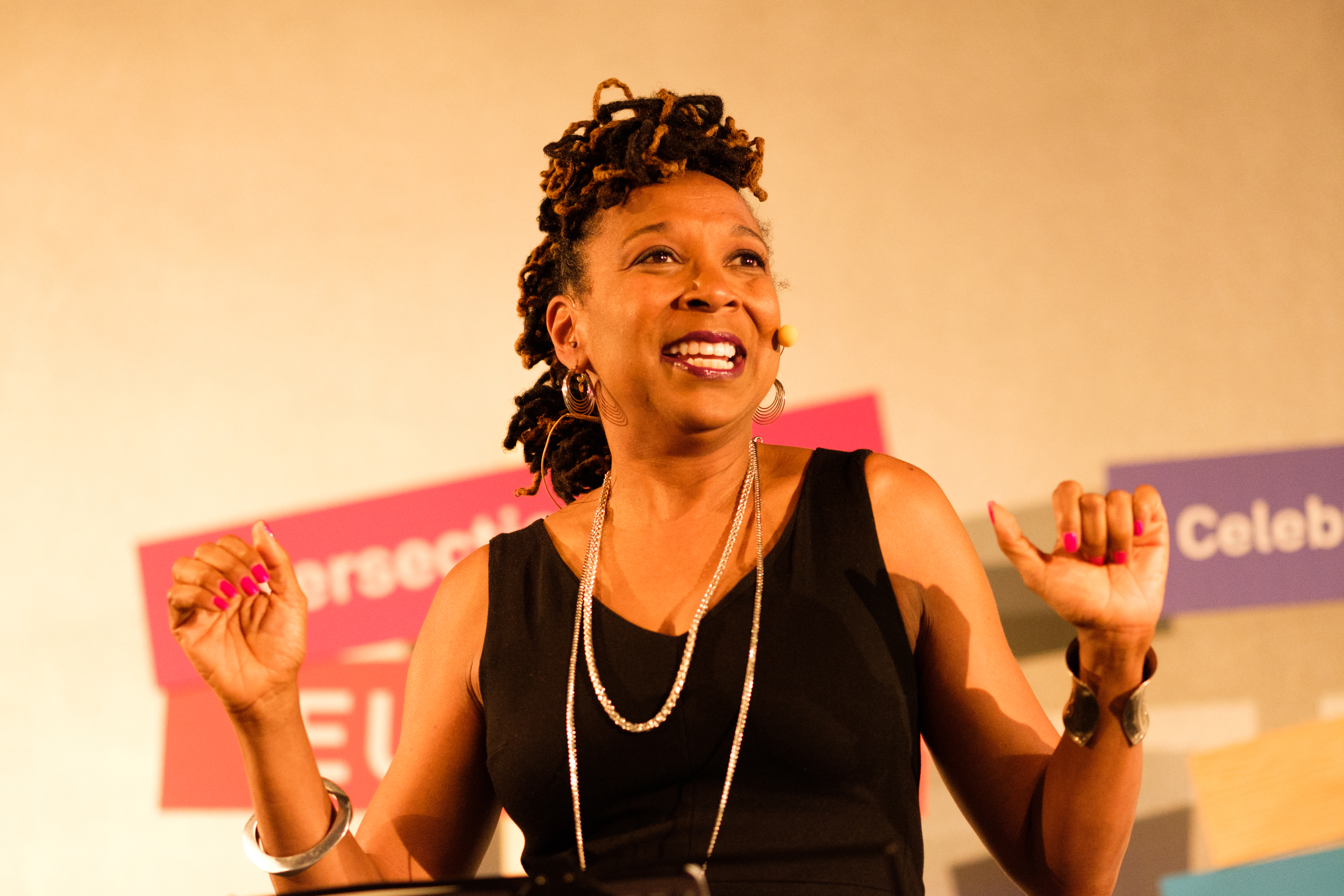
De theorie werd ontwikkeld door de Amerikaanse jurist, filosoof en activist Kimberlé Crenshaw.

### Uitgeholde term
Uit academische hoek klinkt de laatste jaren vaak de kritiek dat de term in te veel verschillende contexten wordt toegepast en daardoor hol is geworden. Crenshaw zelf stelt dat de term helemaal niet meer te vergelijken is met de theorie die zij geïntroduceerd heeft om een juridisch probleem te verklaren. In een interview met Vox stelde ze bijvoorbeeld geregeld uitspraken over intersectionaliteit te lezen waarin ze zichzelf niet herkent: "Dat heb ik nooit geschreven. Dat heb ik nooit gezegd. Zo denk ik gewoon niet over intersectionaliteit."
De theorie is overigens niet geheel onomstreden, ook niet in feministische kringen.

### Conservatieve kritiek
Sinds de Women's March in 2017 wordt de term intersectionaliteit vaak bekritiseerd door rechtse analisten die het gebruiken als een synoniem voor Amerikaans geïnspireerd links activisme. Columnist Andrew Sullivan beschrijft intersectionaliteit zo bijvoorbeeld als 'een nieuwe progressieve religie. Een vaak terugkerende kritiek is het idee dat intersectionaliteit een nieuwe hiërarchie zou creëren, waarin de oude elite (blanke, heteroseksuele, rijke mannen) nu zelf onderdrukt wordt. Deze analyse van intersectionaliteit wordt aangehangen door verscheidene columnisten en analisten zoals Ben Shapiro, Mia Doornaert en Mark Elchardus.
Deze kritiek is meestal niet gericht tegen intersectionaliteit als academisch concept, maar tegen de toepassing ervan in activistische kringen. Ben Shapiro stelt bijvoorbeeld volledig akkoord te gaan met Crenshaws analyse, maar bang te zijn dat die zich concreet vertaalt in een nieuwe vorm van onderdrukking.
De hevige reactie op het concept moet gekaderd worden binnen een bredere kritiek op 'politieke correctheid.' Volgens sommige critici moet deze grote fixatie begrepen worden als een morele paniek.
Een ander 'conservatief' kritiekpunt van intersectionaliteit is dat het aantal factoren die privileges bepalen of als discriminator kan worden gebruikt mogelijk onbeperkt zijn. Dit zou betekenen dat wanneer met al die factoren rekening gehouden wordt, de focus weer op het individu komt te liggen.

### Internationale kritiek
Feministen uit ontwikkelingslanden bekritiseren soms de onkritische manier waarmee intersectionaliteit spreekt over 'seksisme' of 'racisme' als makkelijk te omlijnen eenduidige vormen van discriminatie. Door discriminatie te blijven beschouwen in termen van kruispunten gaan ze er nog steeds vanuit dat er zoiets bestaat als een uniforme of simpele vorm van seksisme. Zij beargumenteren dat de aard van seksisme ook verschilt over ruimte en tijd en gevormd wordt door een reeks verschillende factoren.